# Риу-Мартен
Риу-Марте́н (фр. Rioux-Martin) — коммуна во Франции, находится в регионе Пуату — Шаранта. Департамент — Шаранта. Входит в состав кантона Шале. Округ коммуны — Ангулем.
Код INSEE коммуны — 16279.

## География
Коммуна расположена приблизительно в 440 км к юго-западу от Парижа, в 155 км южнее Пуатье, в 50 км к югу от Ангулема.
Через территорию коммуны с северо-запада на юго-восток протекает река Аржантон.

## Население
Население коммуны на 2008 год составляло 227 человек.
| 1962 | 1968 | 1975 | 1982 | 1990 | 1999 | 2008 |
| ---- | ---- | ---- | ---- | ---- | ---- | ---- |
| 373  | 306  | 277  | 260  | 211  | 218  | 227  |

## Экономика
В 2007 году среди 130 человек в трудоспособном возрасте (15—64 лет) 96 были экономически активными, 34 — неактивными (показатель активности — 73,8 %, в 1999 году было 63,4 %). Из 96 активных работали 86 человек (52 мужчины и 34 женщины), безработных было 10 (6 мужчин и 4 женщины). Среди 34 неактивных 4 человека были учениками или студентами, 14 — пенсионерами, 16 были неактивными по другим причинам.

## Достопримечательности
- Приходская церковь Сент-Этроп (XII век). Исторический памятник с 1862 года[3]

## Фотогалерея

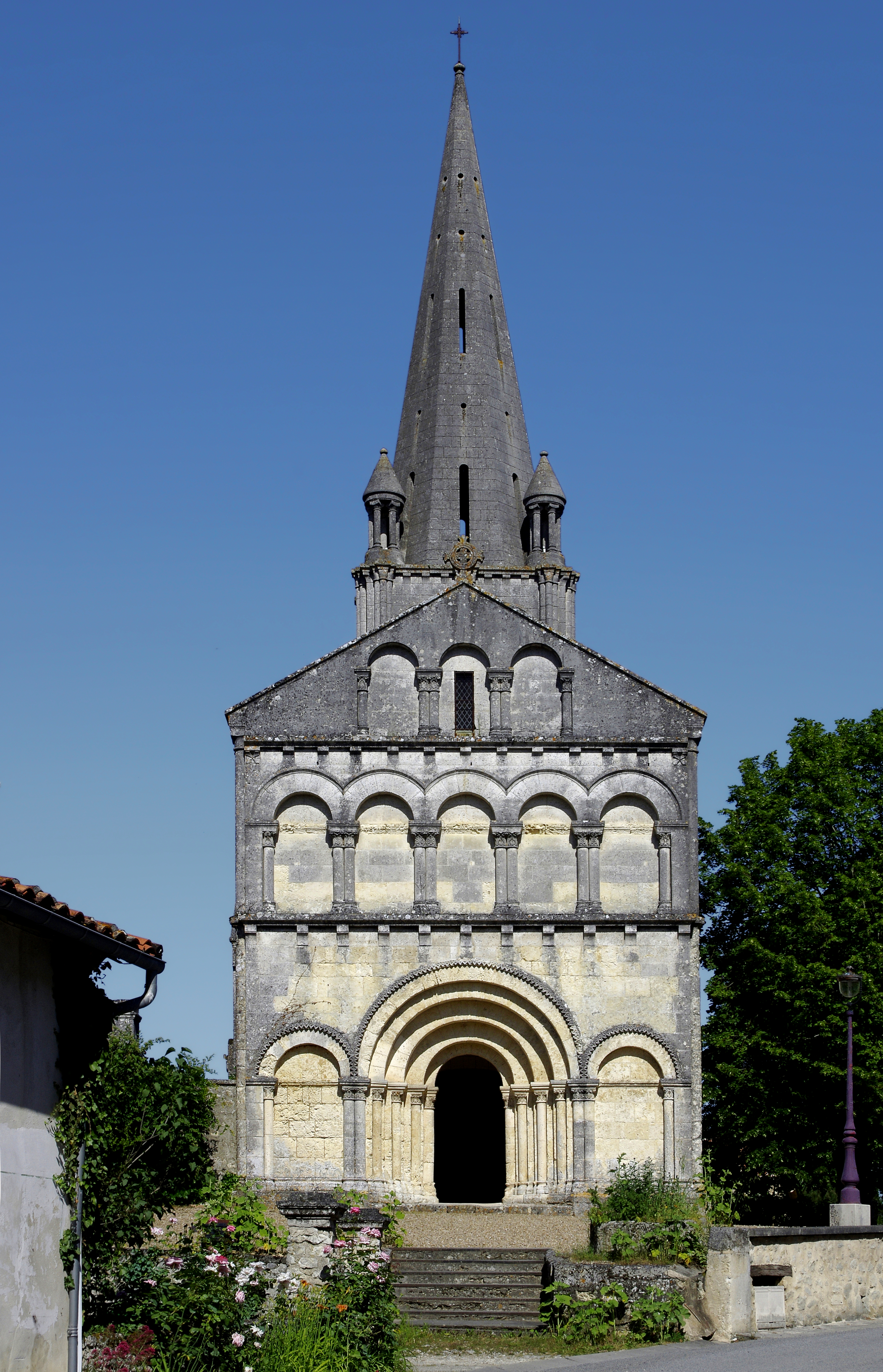
Церковь Сент-Этроп
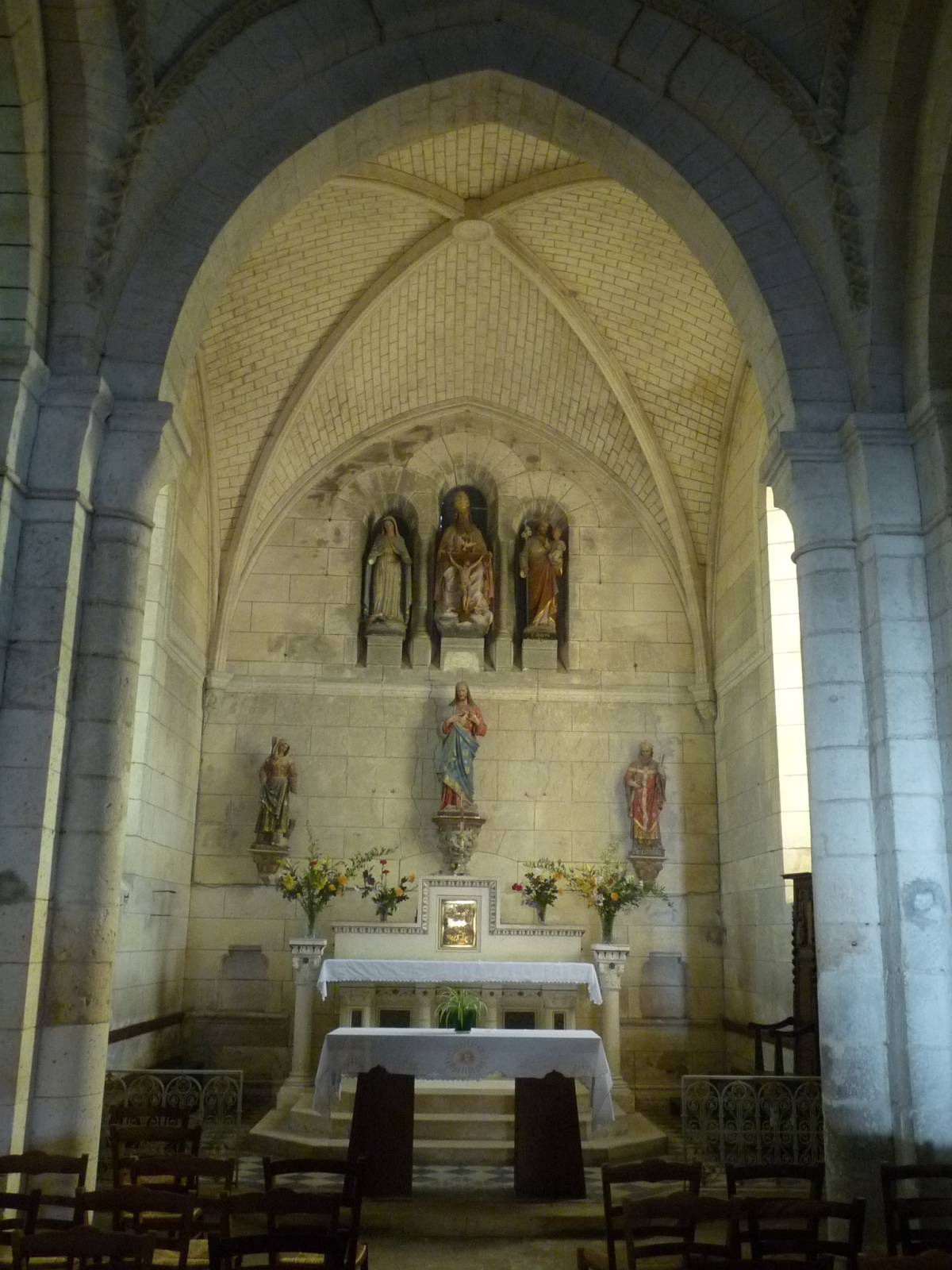
Интерьер церкви Сент-Этроп
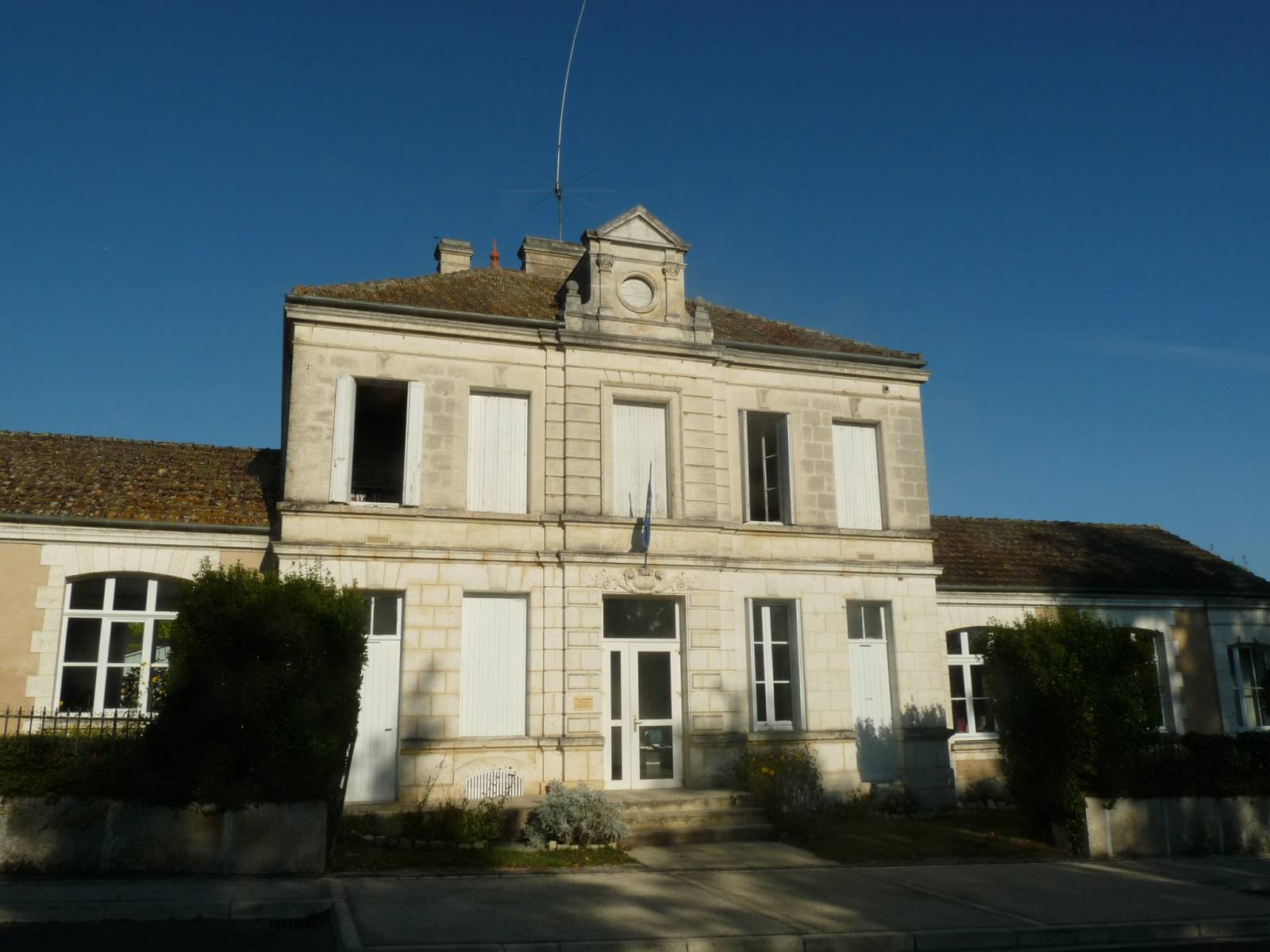
Мэрия
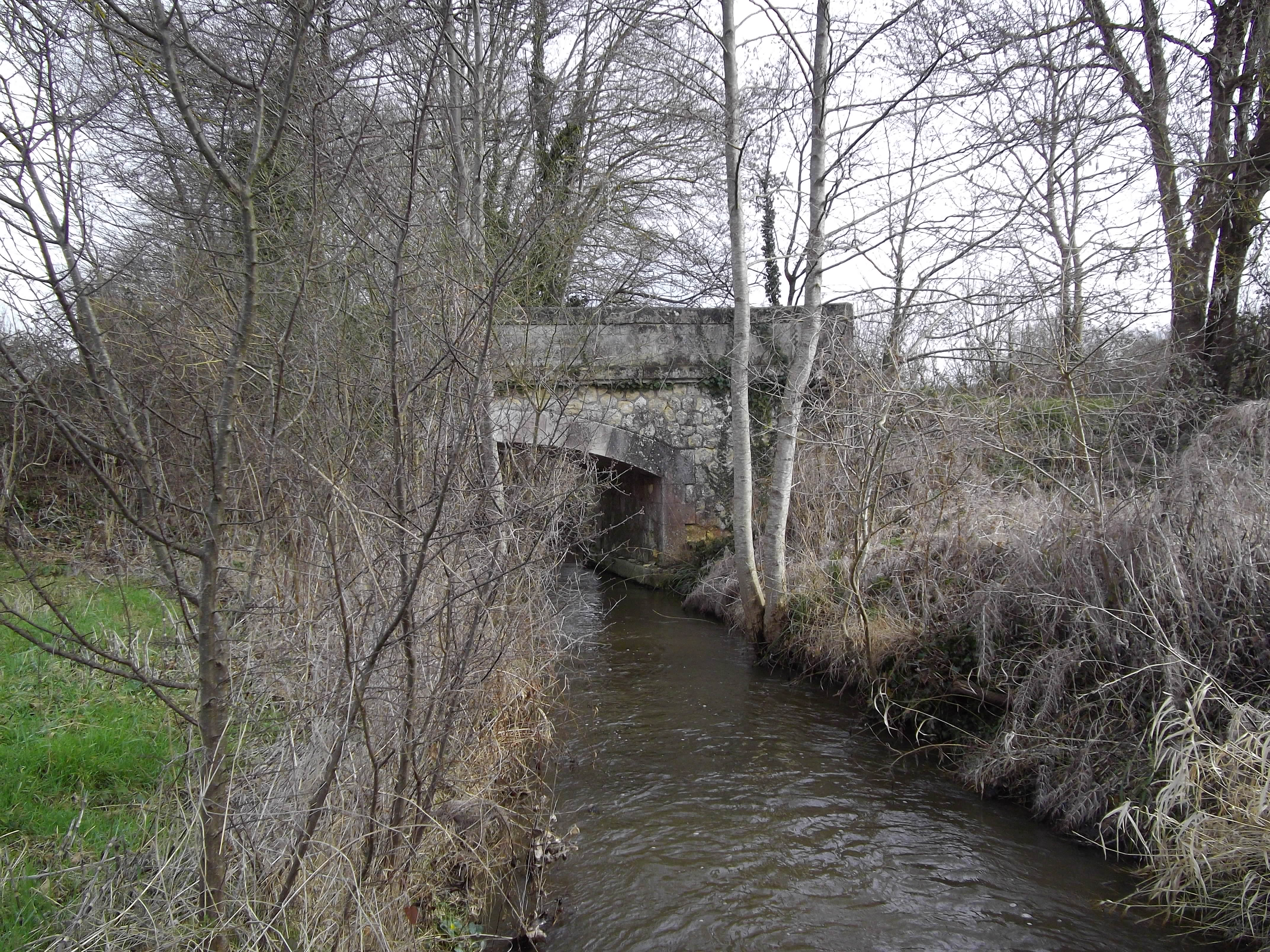
Река Аржантон